# Список Героев Социалистического Труда (Оналдинов — Оясаар)
Эта страница является частью списка Героев Социалистического Труда и перечисляет в алфавитном порядке лиц, удостоенных звания Героя Социалистического Труда, чьи фамилии начинаются с буквы «О», от Оналдинов до Оясаар.
- Список не включает дважды и трижды Героев Социалистического Труда, а также лиц, лишённых этого звания.
- Список содержит информацию о датах жизни, роде деятельности и дате присвоения звания Героя.
- Герои, удостоенные звания посмертно, выделены в списке  серым цветом .
- Герои, сменившие фамилию после присвоения звания, приводятся в списках дважды, при этом строка с новой фамилией выделяется  бежевым цветом  и не имеет номера.

## Список людей, фамилии которых начинаются с «О»
| Навигационная таблица | Навигационная таблица |
| --------------------- | --------------------- |
| «О»                   | Оад — Омылаенко       |
| «О»                   | Оналдинов — Оясаар    |

| №          | Фамилия, имя, отчество            | Даты жизни              | Деятельность | Дата присвоения | ГС         |
| ---------- | --------------------------------- | ----------------------- | --- | --------------- | ---------- |
| 1          | Оналдинов Нурлан                  | 1906 — ????             | Старший чабан колхоза «Чулак-Узек» Аксуйского района Талды-Курганской области | 23.07.1948      | [ ГС 1 ]   |
| 2          | Онацкая Надежда Васильевна        | 09.08.1923 — 10.10.1995 | Директор средней школы № 173 имени В. Я. Чубаря, гор. Киев | 27.06.1978      | [ ГС 2 ]   |
| 3          | Онацкий Алексей Матвеевич         | род. 27.03.1927         | Звеньевой колхоза имени XXI съезда КПСС Лозовского района Харьковской области | 22.12.1977      |            |
| 4          | Онгарбаева Сара                   | 1922 — 20.08.2000       | Звеньевая колхоза «Большевик» Георгиевского района Южно-Казахстанской области | 20.05.1949      | [ ГС 3 ]   |
| 5          | Онгарбаева Сындыбала              | 1902 — 04.08.2000       | Звеньевая колхоза «Красная звезда» Джамбулского района Джамбулской области | 28.03.1948      | [ ГС 4 ]   |
| 6          | Оникиенко Лидия Семёновна         | 14.01.1921 — 21.09.1998 | Звеньевая колхоза «Сопка героев» Крымского района Краснодарского края | 08.04.1971      | [ ГС 5 ]   |
| 7          | Онихимовский Вадим Викторович     | 15.01.1914 — 15.07.2001 | Главный геолог Комсомольской геологической экспедиции Дальневосточного геологического управления Главного управления геологии и охраны недр при Совете Министров РСФСР, Хабаровский край             | 29.04.1963      | [ ГС 6 ]   |
| 8          | Онищенко Анастасия Никитична      | род. 1920               | Звеньевая колхоза «Коммунар» Мало-Девицкого района Черниговской области | 04.05.1951      |            |
| 9          | Онищенко Мария Евгеньевна         | 1915 — ????             | Звеньевая свиноводческого совхоза имени Парижской коммуны Министерства совхозов СССР, Харьковская область                                                                                            | 05.05.1949      |            |
| 10         | Онникова Екатерина Ивановна       | 16.11.1918 — ????       | Звеньевая Сталинского свеклосовхоза Министерства пищевой промышленности СССР, Соседский район Пензенской области                                                                                     | 18.05.1948      | [ ГС 7 ]   |
| 11         | Оноприенко Сергей Иванович        | 23.09.1913 — 02.06.1993 | Председатель колхоза имени Ленина Таращанского района Киевской области | 08.04.1971      | [ ГС 8 ]   |
| 12         | Онохин Сергей Михайлович          | 03.05.1909 — 10.12.1975 | Заведующий отделением центральной районной больницы Дятьковского района Брянской области | 04.02.1969      | [ ГС 9 ]   |
| 13         | Онуфриев Семён Карпович           | род. 1935               | Бригадир тракторной бригады колхоза имени Ленина Знаменского района Кировоградской области | 08.12.1973      |            |
| 14         | Онуфриенко Григорий Андреевич     | 03.02.1928 — 22.02.2012 | Комбайнёр госплемзавода «Орловский» Орловского района Ростовской области | 23.12.1976      | [ ГС 10 ]  |
| 15         | Онуфриенко Иван Яковлевич         | 17.06.1906 — 29.07.1997 | Бригадир колхоза имени Калинина Солонянского района Днепропетровской области | 30.04.1966      | [ ГС 11 ]  |
| 16         | Онучин Андрей Алексеевич          | 15.08.1918 — 22.07.2009 | Тракторист Нижне-Даубихинского леспромхоза Министерства лесной и деревообрабатывающей промышленности СССР, Анучинский район Приморского края                                                         | 07.05.1971      | [ ГС 12 ]  |
| 17         | Онучина Раиса Михайловна          | 04.02.1915 — 30.07.1976 | Крановщица морского порта Ванино Министерства морского флота СССР, Хабаровский край | 12.03.1966      | [ ГС 13 ]  |
| 18         | Ооржак Дажы-Намчал Чыртай-оолович | 22.10.1920 — 06.01.1988 | Чабан совхоза «Алдан-Маадыр» Дзун-Хемчикского района Тувинской АССР | 06.09.1973      | [ ГС 14 ]  |
| 19         | Опанасенко Антонина Фёдоровна     | 1912 — ????             | Шишельница завода «Ленинская кузница» Киевского совнархоза | 07.03.1960      |            |
| 20         | Опанасенко Екатерина Парфентьевна | 02.05.1936 — 18.05.2016 | Доярка колхоза имени XIX партсъезда Ленинского района Крымской области | 08.04.1971      | [ ГС 15 ]  |
| 21         | Опарин Александр Иванович         | 18.02.1894 — 21.04.1980 | Директор Института биохимии имени А. Н. Баха Академии наук СССР, профессор кафедры Московского государственного университета имени М. В. Ломоносова, академик АН СССР                                | 13.03.1969      | [ ГС 16 ]  |
| 22         | Опланчук Владимир Яковлевич       | 13.02.1919 — 19.08.1991 | Директор Ленинабадского горнохимического комбината Министерства среднего машиностроения СССР | 10.11.1970      | [ ГС 17 ]  |
| 23         | Опрышко Виталий Яковлевич         | 18.07.1929 — 18.09.2005 | Председатель колхоза «Дружба» Нижнегорского района Крымской области | 23.06.1966      | [ ГС 18 ]  |
| 24         | Орагвелидзе Мария Семёновна       | 1903 — ????             | Звеньевая колхоза имени Чарквиани Ланчхутского района Грузинской ССР | 01.11.1951      | [ ГС 19 ]  |
| 25         | Орагвелидзе Михаил Филиппович     | 1907 — ????             | Председатель колхоза имени Орджоникидзе Махарадзевского района Грузинской ССР | 21.02.1948      | [ ГС 20 ]  |
| 26         | Оразалиева Калжан                 | 1924 — 12.12.1995       | Звеньевая колхоза «Казахстан» Казалинского района Кзыл-Ординской области | 20.05.1949      | [ ГС 21 ]  |
| 27         | Оразалин Даулетжан                | 1892—1970               | Старший чабан колхоза имени Калинина Каркаралинского района Карагандинской области | 12.07.1949      | [ ГС 22 ]  |
| 28         | Оразалин Кибадат Оразалинович     | 15.02.1929 — 03.10.2014 | Старший чабан совхоза «Ельтайский» Кзылтуского района Кокчетавской области | 08.04.1971      | [ ГС 23 ]  |
| 29         | Оразбердыев Джапан                | 1905 — ????             | Старший чабан колхоза «Комсомол» Тедженского района Ашхабадской области | 05.06.1958      | [ ГС 24 ]  |
| 30         | Оразбердыев Джума                 | 1914 — ????             | Бригадир колхоза «Коммунизм» Ильялинского района Ташаузской области | 30.07.1951      | [ ГС 25 ]  |
| 31         | Оразгельдыева Набат               | 1921 — ?                | Звеньевая колхоза «Коммунизм» Ильялинского района Ташаузской области | 30.07.1951      | [ ГС 26 ]  |
| 32         | Ораздурдыев Мамед                 | 1910 — ????             | Бригадир колхоза имени Тельмана Ленинского района Ташаузской области | 21.07.1950      | [ ГС 27 ]  |
| 33         | Оразкулиев Иса                    | 1915 — 10.01.1978       | Бригадир колхоза имени Тельмана Ленинского района Ташаузской области | 05.04.1948      | [ ГС 28 ]  |
| 34         | Оразмухаммедов Язмурат            | 1914—1969               | Старший чабан колхоза имени Сталина Серахского района Ашхабадской области | 05.06.1958      | [ ГС 29 ]  |
| 35         | Оразов Байдуйсен                  | 13.01.1911 — 29.01.1986 | Звеньевой колхоза «Коммунизм» Чиилийского района Кзыл-Ординской области | 19.04.1967      | [ ГС 30 ]  |
| 36         | Оразов Емшик                      | 1909 — ????             | Звеньевой колхоза «Большевик» Куня-Ургенчского района Ташаузской области | 30.06.1950      | [ ГС 31 ]  |
| 37         | Оразов Кыллы                      | 1914 — ????             | Звеньевой колхоза «Большевик» Куня-Ургенчского района Ташаузской области | 11.06.1949      | [ ГС 32 ]  |
| 38         | Оразова Огульсабыр                | 1920 — ????             | Звеньевая колхоза «Тезе-Ел» Байрам-Алийского района Марыйской области | 11.06.1949      | [ ГС 33 ]  |
| 39         | Оразсахатов Язмурад               | 01.07.1923 — ?????      | Бригадир хлопководческой бригады колхоза «Ленинизм» Марыйского района Марыйской области | 14.02.1957      | [ ГС 34 ]  |
| 40         | Орбели Леон Абгарович             | 07.07.1882 — 09.12.1958 | Вице-президент Академии наук СССР, академик Академии медицинских наук СССР, начальник Военно-медицинской академии имени С. М. Кирова, генерал-полковник медицинской службы, гор. Ленинград           | 10.06.1945      | [ ГС 35 ]  |
| 41         | Орда Татьяна Григорьевна          | род. 16.08.1938         | Доярка совхоза «Кореличи» Кореличского района Гродненской области | 22.03.1966      | [ ГС 36 ]  |
| 42         | Ордабаев Жалпы                    | 1908 — ????             | Председатель колхоза «Ак-булак» Иргизского района Актюбинской области | 07.10.1949      | [ ГС 37 ]  |
| 43         | Орёл Анна Евстратовна             | 1921 — ????             | Свинарка колхоза «Авангард» Козелецкого района Черниговской области | 22.03.1966      | [ ГС 38 ]  |
| 44         | Орендаренко Василий Ильич         | 05.02.1926 — 18.10.1996 | Электромонтёр Дарницкого телефонного узла Киевской городской телефонной сети Министерства связи СССР                                                                                                 | 05.03.1976      | [ ГС 39 ]  |
| 45         | Орехов Валентин Егорович          | 1927 — 24.04.2019       | Машинист локомотивного депо Чусовская Свердловской железной дороги, Пермская область | 01.08.1959      | [ ГС 40 ]  |
| 46         | Ореховский Леонид Васильевич      | род. 11.04.1933         | Бригадир электромонтёров электромонтажного поезда № 703 треста «Трансэлектромонтаж» Министерства транспортного строительства СССР                                                                    | 05.08.1961      | [ ГС 41 ]  |
| 47         | Орешкин Георгий Григорьевич       | 26.02.1906 — 26.10.1974 | Директор Днепровского металлургического завода имени Ф. Э. Дзержинского Днепропетровского совнархоза                                                                                                 | 19.07.1958      | [ ГС 42 ]  |
| 48         | Орешкин Павел Ильич               | 05.06.1909 — 27.03.1997 | Комбайнёр колхоза «Маяк Октября» Ленинского района Сталинградской области | 20.11.1958      | [ ГС 43 ]  |
| 49         | Оржевский Владимир Иванович       | 01.05.1910 — 25.01.1985 | Директор Саратовского завода технического стекла Министерства промышленности строительных материалов РСФСР                                                                                           | 09.01.1975      | [ ГС 44 ]  |
| 50         | Орипов Нусратулло                 | 1900 — ????             | Звеньевой колхоза «Коммунист Таджикистана» Сталинабадского района Сталинабадской области | 03.05.1949      |            |
| 51         | Орищенко Николай Михайлович       | 14.03.1933 — 26.09.1993 | Бригадир проходчиков шахты «Объединённая» Первомайского рудоуправления Министерства чёрной металлургии Украинской ССР, гор. Кривой Рог Днепропетровской области                                      | 29.12.1973      | [ ГС 45 ]  |
| 52         | Орлик Александр Павлович          | 11.09.1915 — 1997       | Бригадир колхоза «Маяк коммунизма» Голованевского района Кировоградской области | 23.06.1966      | [ ГС 46 ]  |
| 53         | Орликова Валентина Яковлевна      | 19.02.1915 — 31.01.1986 | Капитан большого морозильного рыболовного траулера Мурманского совнархоза | 07.03.1960      | [ ГС 47 ]  |
| 54         | Орлов Александр Иванович          | 18.06.1912 — 1974       | Директор Маканчинской МТС Семипалатинской области | 11.01.1957      | [ ГС 48 ]  |
| 55         | Орлов Александр Семёнович         | 1885—1956               | Директор хлопкового совхоза «Пахта-Арал» Ильичёвского района Южно-Казахстанской области | 27.05.1948      | [ ГС 49 ]  |
| 56         | Орлов Алексей Ильич               | 18.02.1901 — 03.06.1961 | Буровой мастер треста «Бузовнынефть» Министерства нефтяной промышленности южных и западных районов СССР, Азербайджанская ССР                                                                         | 08.05.1948      | [ ГС 50 ]  |
| 57         | Орлов Артём Александрович         | 13.02.1923 — 28.04.2007 | Директор Рязанского завода электронных приборов Министерства электронной промышленности СССР | 26.04.1971      | [ ГС 51 ]  |
| 58         | Орлов Василий Иванович            | 1901 — 14.08.1979       | Председатель колхоза имени Кирова Калининского района Калининской области | 22.03.1966      | [ ГС 52 ]  |
| 59         | Орлов Василий Яковлевич           | 1908 — 06.07.1998       | Работник оборонного предприятия, гор. Москва | 29.07.1966      |            |
| 60         | Орлов Виктор Константинович       | 21.12.1924 — 03.12.1987 | Главный конструктор ОКБ «Гранат» Министерства оборонной промышленности СССР, гор. Москва | 24.03.1983      | [ ГС 53 ]  |
| 61         | Орлов Владимир Александрович      | род. 04.04.1933         | Старший вальцовщик стана «1680» горячей прокатки листа металлургического завода «Запорожсталь» имени С. Орджоникидзе Министерства чёрной металлургии Украинской ССР                                  | 03.01.1974      | [ ГС 54 ]  |
| 62         | Орлов Владимир Павлович           | 16.08.1921 — 04.04.1999 | Первый секретарь Куйбышевского обкома КПСС | 23.12.1976      | [ ГС 55 ]  |
| 63         | Орлов Владислав Викторович        | 18.09.1932 — 27.10.2019 | Машинист крана-трубоукладчика строительного управления № 1 треста «Уралнефтегазстрой» Министерства строительства предприятий нефтяной и газовой промышленности СССР, Челябинская область             | 05.10.1973      | [ ГС 56 ]  |
| 64         | Орлов Григорий Кириллович         | 08.02.1919 — 08.01.2020 | Шофёр Дрегельского леспромхоза Министерства лесной и деревообрабатывающей промышленности СССР, Новгородская область                                                                                  | 07.05.1971      | [ ГС 57 ]  |
| 65         | Орлов Игорь Александрович         | 04.01.1929 — 03.08.2012 | Машинист экскаватора Воткинскгэсстроя Министерства энергетики и электрификации СССР, Пермская область                                                                                                | 25.07.1966      | [ ГС 58 ]  |
| 66         | Орлов Константин Степанович       | 08.09.1912 — 17.12.2002 | Машинист паровозного депо Сковородино Амурской железной дороги, Амурская область | 01.08.1959      | [ ГС 59 ]  |
| 67         | Орлов Михаил Захарович            | 06.06.1932 — 07.07.2003 | Звеньевой колхоза «1 Мая» Малопургинского района Удмуртской АССР | 11.12.1973      | [ ГС 60 ]  |
| 68         | Орлов Михаил Павлович             | 21.12.1928 — 20.04.1994 | Бригадир слесарей-монтажников обогатительной фабрики № 2 треста «Якуталмаз», Якутская АССР | 28.05.1960      | [ ГС 61 ]  |
| 69         | Орлов Николай Иванович            | 1906 — ????             | Токарь-расточник завода текстильного машиностроения «Таштекстильмаш» Министерства машиностроения для лёгкой и пищевой промышленности и бытовых приборов СССР, гор. Ташкент                           | 04.07.1966      |            |
| 70         | Орлов Фёдор Александрович         | 1908 — ????             | Управляющий отделением хлопкосовхоза «Пахта-Арал» Ильичёвского района Южно-Казахстанской области | 08.06.1957      | [ ГС 62 ]  |
| 71         | Орлов Фёдор Лаврентьевич          | 1907—1966               | Комбайнёр совхоза «Борисовский» Шербакульского района Омской области | 23.06.1966      | [ ГС 63 ]  |
| 72         | Орлова Аксения Захаровна          | род. 1932               | Рабочая консервного завода «Октябрь» Слободзейского района Молдавской ССР | 27.08.1986      |            |
| 73         | Орлова Антонина Михайловна        | 01.08.1931 — 01.08.2020 | Доярка колхоза имени Кирова Шиловского района Рязанской области | 21.08.1953      | [ ГС 64 ]  |
| 74         | Орлова Ирина Ивановна             | 15.05.1914 — 19.09.1983 | Каландровожатая Омского шинного завода Омского совнархоза | 07.03.1960      | [ ГС 65 ]  |
| 75         | Орлова Мария Андреевна            | 23.01.1903 — 05.02.1984 | Доярка племенного молочного совхоза «Караваево» Министерства совхозов СССР, Костромской район Костромской области                                                                                    | 16.10.1950      | [ ГС 66 ]  |
| 76         | Орлова Пелагея Ивановна           | 01.12.1925 — 25.11.2009 | Звеньевая виноградарского совхоза «Геленджик» Министерства пищевой промышленности СССР, Геленджикский район Краснодарского края                                                                      | 27.08.1951      | [ ГС 67 ]  |
| 77         | Орловский Кирилл Прокофьевич      | 30.01.1895 — 13.01.1968 | Председатель колхоза «Рассвет» Кировского района Могилёвской области | 18.01.1958      | [ ГС 68 ]  |
| 78         | Орманов Сатай                     | 1895 — ????             | Старший чабан колхоза «Коммунар» Сары-Суйского района Джамбулской области | 12.07.1949      | [ ГС 69 ]  |
| 79         | Ормонова Гульбара                 | 1926 — ????             | Старший чабан совхоза «Алай» Алайского района Ошской области | 22.03.1966      | [ ГС 70 ]  |
| 80         | Оропай Андрей Григорьевич         | 18.04.1930 — 2007       | Бригадир горнорабочих очистного забоя шахты № 4—6 комбината «Первомайскуголь» Министерства угольной промышленности Украинской ССР, Ворошиловградская область                                         | 30.03.1971      | [ ГС 71 ]  |
| 81         | Ортман Екатерина Антоновна        | 29.09.1911 — 02.09.2000 | Доярка совхоза «Восход» Осакаровского района Карагандинской области | 22.03.1966      | [ ГС 72 ]  |
| 82         | Оруджев Кариб Азизали оглы        | 20.05.1935 — 14.01.2022 | Бригадир совхоза «Советская Конституция» Дивичинского района Азербайджанской ССР | 30.04.1966      | [ ГС 73 ]  |
| 83         | Оруджев Мамед Бехбуд оглы         | 20.12.1907 — 18.09.1961 | Секретарь Ждановского райкома Компартии (большевиков) Азербайджана | 10.03.1948      |            |
| 84         | Оруджев Сабит Атаевич             | 31.05.1912 — 20.04.1981 | Министр газовой промышленности СССР, гор. Москва | 16.05.1980      | [ ГС 74 ]  |
| 85         | Оруджева Гюльпута Мансум кызы     | 1922 — 17.07.2010       | Звеньевая колхоза имени Ворошилова Кюрдамирского района Азербайджанской ССР | 12.07.1950      |            |
| 86         | Оруджева Тойфа Махмуд кызы        | 22.12.1919 — ????       | Звеньевая колхоза имени Фрунзе Куткашенского района Азербайджанской ССР | 17.08.1950      |            |
| 87         | Оруп Иосиф Эдуардович             | 17.11.1911 — 04.07.1980 | Бригадир колхоза «Даугава» Краславского района Латвийской ССР | 30.04.1966      | [ ГС 75 ]  |
| 88         | Осадзе Карона Теодович            | 20.07.1924 — ????       | Боцман теплохода «Алексеевка» Грузинского морского пароходства Министерства морского флота СССР, гор. Батуми Аджарской АССР                                                                          | 04.05.1971      | [ ГС 76 ]  |
| 89         | Осадчая Анна Терентьевна          | род. 1928               | Звеньевая колхоза «Червона праця» Ново-Бугского района Николаевской области | 23.04.1949      |            |
| 90         | Осадчий Владимир Фёдорович        | 07.11.1923 — 23.02.1989 | Управляющий отделением совхоза «Красноармейский» Красноармейского района Краснодарского края | 23.12.1976      | [ ГС 77 ]  |
| 91         | Осадчий Максим Романович          | 03.02.1918 — 20.06.1987 | Директор средней школы № 86, гор. Макеевка Донецкой области | 01.07.1968      | [ ГС 78 ]  |
| 92         | Осадчий Пётр Демьянович           | 1912 — 21.08.1989       | Управляющий отделением Ново-Миасского совхоза Чебаркульского района Челябинской области | 23.06.1966      |            |
| 93         | Осадчий Яков Павлович             | 22.10.1901 — 06.02.1977 | Директор Челябинского трубопрокатного завода Министерства чёрной металлургии СССР | 22.03.1966      | [ ГС 79 ]  |
| 94         | Осауленко Георгий Сидорович       | 09.05.1926 — 05.05.2003 | Тракторист-машинист совхоза «50 лет ВЛКСМ» Шушенского района Красноярского края | 13.12.1972      | [ ГС 80 ]  |
| 95         | Осаулко Василий Иванович          | род. 05.02.1929         | Мастер Енакиевского металлургического завода Министерства чёрной металлургии Украинской ССР, Донецкая область                                                                                        | 22.03.1966      | [ ГС 81 ]  |
| 96         | Осененко Василий Николаевич       | 31.01.1916 — 13.06.1977 | Первый секретарь Глубокского райкома Компартии Белоруссии, Витебская область | 23.06.1966      | [ ГС 82 ]  |
| 97         | Осин Иван Семёнович               | 16.02.1926 — 09.09.1997 | Бригадир слесарей-монтажников военно-строительной организации Министерства обороны СССР | 29.07.1966      | [ ГС 83 ]  |
| 98         | Осинцев Григорий Степанович       | 28.11.1910 — 05.10.1976 | Директор Кольчугинского завода по обработке цветных металлов имени С. Орджоникидзе Министерства цветной металлургии СССР, Владимирская область                                                       | 30.03.1971      | [ ГС 84 ]  |
| 99         | Осинцев Иван Николаевич           | 28.12.1920 — 17.06.2006 | Машинист экскаватора Белоярского специализированного участка управления «Уралэнергостроймеханизация» Министерства энергетики и электрификации СССР, Свердловская область                             | 04.10.1966      | [ ГС 85 ]  |
| 100        | Осинцев Михаил Александрович      | 22.10.1907 — 02.06.1968 | Начальник Октябрьской железной дороги, гор. Ленинград | 01.08.1959      | [ ГС 86 ]  |
| 101        | Осипенко Иван Фёдорович           | 01.05.1920 — 20.09.2011 | Бригадир колхоза «1 Мая» Котовского района Одесской области | 23.06.1966      | [ ГС 87 ]  |
| 102        | Осипенко Матрёна Павловна         | 23.05.1926 — 17.08.2012 | Звеньевая семеноводческого колхоза «Новый шлях» Черниговского района Черниговской области | 16.06.1950      | [ ГС 88 ]  |
| 103        | Осипенко Павел Ефимович           | 01.01.1919 — 02.12.1998 | Директор Таганрогского металлургического завода Министерства чёрной металлургии СССР, Ростовская область                                                                                             | 30.03.1971      | [ ГС 89 ]  |
| 104        | Осипенко Ярослав Алексеевич       | род. 04.10.1928         | Старший оператор Надворнянского нефтеперерабатывающего завода Министерства нефтеперерабатывающей и нефтехимической промышленности СССР, Ивано-Франковская область                                    | 28.05.1966      |            |
| 105        | Осипов Афанасий Дмитриевич        | 1929 — ????             | Мастер, наставник молодёжи Макеевского металлургического завода имени С. М. Кирова Министерства чёрной металлургии Украинской ССР, Донецкая область                                                  | 05.03.1976      | [ ГС 90 ]  |
| 106        | Осипов Борис Семёнович            | 14.04.1917 — 27.04.1988 | Командир корабля Ан-12 254-го лётного отряда Управления полярной авиации гражданского воздушного флота Главного управления гражданского воздушного флота при Совете Министров СССР, гор. Москва      | 10.07.1962      | [ ГС 91 ]  |
| 107        | Осипов Василий Тимофеевич         | 10.01.1906 — 19.06.1984 | Начальник военного отдела службы движения Куйбышевской железной дороги | 05.11.1943      | [ ГС 92 ]  |
| 108        | Осипов Дмитрий Александрович      | 1900 — ????             | Секретарь Сталинабадского райкома Компартии (большевиков) Таджикистана, Сталинабадская область | 01.03.1948      | [ ГС 93 ]  |
| 109        | Осипов Лимон Сакулович            | 1880 — ????             | Звеньевой колхоза «Ленинис Андердзи» Гурджаанского района Грузинской ССР | 09.08.1949      | [ ГС 94 ]  |
| 110        | Осипов Осип Иванович              | 17.04.1888 — 01.01.1975 | Председатель колхоза имени Сталина Казачинского района Красноярского края | 07.01.1948      | [ ГС 95 ]  |
| 111        | Осипова Агафья Алексеевна         | 29.10.1907 — ?          | Свинарка колхоза «Большой Брод» Лужского района Ленинградской области | 09.05.1949      | [ ГС 96 ]  |
| 112        | Осипова Мария Григорьевна         | 13.04.1939 — 23.06.2013 | Свинарка совхоза «Тихвинский» Тихвинского района Ленинградской области | 10.03.1976      | [ ГС 97 ]  |
| 113        | Осипчук Владимир Васильевич       | 10.02.1938 — 13.03.2010 | Директор совхоза имени Шевченко Полтавского района Полтавской области | 06.03.1981      | [ ГС 98 ]  |
| 113.000001 | Осипчук Ольга Степановна          | род. 1928               | Звеньевая колхоза имени 131-го Таращанского полка Довбышского района Житомирской области | 07.06.1950      |            |
| 114        | Осипьян Юрий Андреевич            | 15.02.1931 — 10.09.2008 | Директор Института физики твёрдого тела Академии наук СССР, академик АН СССР, гор. Москва | 16.04.1986      | [ ГС 99 ]  |
| 115        | Осиюк Лидия Ивановна              | 06.03.1920 — 1984       | Доярка колхоза имени Жданова Брестского района Брестской области | 18.01.1958      | [ ГС 100 ] |
| 116        | Оскенбаев Омарбек                 | 1888 — ????             | Старший чабан колхоза «Комсомол» Таласского района Джамбулской области | 12.07.1949      | [ ГС 101 ] |
| 117        | Османов Аслан Абдулла оглы        | 01.01.1925 — 26.01.2002 | Каменщик строительного управления «Монтажстройдеталь» треста «Закпромстрой», Азербайджанская ССР | 09.08.1958      | [ ГС 102 ] |
| 118        | Османов Рамазан Хабиевич          | род. 25.07.1935         | Буровой мастер конторы глубокого разведочного бурения № 1 треста «Дагнефтегазразведка» Министерства нефтедобывающей промышленности СССР, гор. Махачкала Дагестанской АССР                            | 27.11.1965      | [ ГС 103 ] |
| 119        | Осмонкулов Искендер               | 15.08.1907 — 19.10.1992 | Старший чабан конезавода № 113 Таласского района Киргизской ССР | 22.03.1966      | [ ГС 104 ] |
| 120        | Осниговская Надежда Петровна      | род. 04.01.1935         | Доярка колхоза «Коммунист» Новомиргородского района Кировоградской области | 06.09.1973      |            |
| 121        | Особа Ефросинья Евсеевна          | 1919 — ????             | Звеньевая колхоза имени Хрущёва Менского района Черниговской области | 23.04.1952      | [ ГС 105 ] |
| 122        | Осока Павел Ильич                 | 09.10.1913 — 21.08.1965 | Старший монтажник реакторов Днепровского титано-магниевого комбината Запорожского совнархоза | 09.06.1961      | [ ГС 106 ] |
| 123        | Осокин Иван Лаврентьевич          | 1905—1988               | Управляющий фермой свиноводческого совхоза «Канаш» Министерства совхозов СССР, Шенталинский район Куйбышевской области                                                                               | 03.12.1949      | [ ГС 107 ] |
| 124        | Осокина Антонина Павловна         | 20.05.1926 — 25.02.2015 | Первый секретарь Сорочинского райкома КПСС, Оренбургская область | 23.12.1976      | [ ГС 108 ] |
| 125        | Осокина Екатерина Петровна        | 15.11.1899 — 25.02.1978 | Звеньевая семеноводческого колхоза «Свобода» Пучежского района Ивановской области | 09.06.1950      | [ ГС 109 ] |
| 126        | Осокор Сергей Васильевич          | 1895 — ????             | Председатель колхоза имени XVIII партконференции Сарненского района Ровенской области | 26.02.1958      | [ ГС 110 ] |
| 127        | Осоченко Кузьма Фомич             | род. 1926               | Литейщик Киевского мотоциклетного завода Министерства автомобильной промышленности СССР | 05.04.1971      |            |
| 128        | Осошвили Владимир Захарьевич      | 1899 — ????             | Председатель колхоза имени Калинина Гурджаанского района Грузинской ССР | 05.09.1950      | [ ГС 111 ] |
| 129        | Оспанбеков Жарас Молдабекович     | 15.05.1937 — 21.01.1999 | Старший чабан совхоза «Далакайнарский» Чуйского района Джамбулской области | 24.12.1976      | [ ГС 112 ] |
| 130        | Оспанов Акимбай                   | 1898 — ????             | Старший чабан колхоза «10 лет Казахской ССР» Кировского района Талды-Курганской области | 09.07.1949      | [ ГС 113 ] |
| 131        | Оспанов Балгабай                  | 25.01.1924 — 12.07.1978 | Старший чабан Бескарагайского племзавода Павлодарского производственного управления, Лебяжинский район Павлодарской области                                                                          | 18.02.1964      | [ ГС 114 ] |
| 132        | Оспанов Накып                     | 1903 — 09.03.1977       | Заведующий конефермой колхоза «Омурлык» Есильского района Акмолинской области | 23.07.1948      | [ ГС 115 ] |
| 133        | Оспанов Нуржан                    | 1887—1969               | Старший чабан колхоза «Уш-тобе» Каркаралинского района Карагандинской области | 12.07.1949      | [ ГС 116 ] |
| 134        | Останин Константин Фёдорович      | 16.05.1897 — 21.02.1972 | Бригадир семеноводческого колхоза «3-й решающий год пятилетки» Пучежского района Ивановской области                                                                                                  | 12.03.1949      | [ ГС 117 ] |
| 135        | Останков Фёдор Афанасьевич        | 1906—1951               | Бригадир колхоза «Заветы Ильича» Бородулихинского района Семипалатинской области | 28.03.1948      | [ ГС 118 ] |
| 136        | Остапенко Аксентий Семёнович      | 1909 — ????             | Звеньевой виноградарского совхоза «Шабо» Министерства пищевой промышленности СССР, Лиманский район Измаильской области                                                                               | 26.09.1950      | [ ГС 119 ] |
| 137        | Остапенко Иван Максимович         | 16.10.1930 — 23.10.2011 | Председатель колхоза имени Шевченко Лебединского района Сумской области | 07.07.1986      | [ ГС 120 ] |
| 138        | Остапенко Николай Иванович        | 13.12.1924 — 04.01.2007 | Генеральный директор Майкопского производственного мебельно-деревообрабатывающего объединения «Дружба» Министерства лесной и деревообрабатывающей промышленности СССР, Адыгейская автономная область | 10.03.1976      | [ ГС 121 ] |
| 139        | Остапец Николай Демьянович        | 06.12.1913 — 25.12.1989 | Бригадир малой комплексной бригады Оборского леспромхоза, район имени Лазо Хабаровского края | 12.03.1966      | [ ГС 122 ] |
| 140        | Остапов Вадим Григорьевич         | 28.08.1935 — 26.04.1999 | Звеньевой механизированного звена колхоза имени Ленина Приморско-Ахтарского района Краснодарского края                                                                                               | 31.12.1965      | [ ГС 123 ] |
| 141        | Остапов Владимир Никитович        | род. 1928               | Бригадир проходчиков Таджикского специализированного управления Всесоюзного объединения «Гидроспецстрой» Министерства энергетики и электрификации СССР, Таджикская ССР                               | 18.03.1976      |            |
| 142        | Остапченко Владимир Иванович      | 02.11.1923 — 04.12.1996 | Первый секретарь Никопольского райкома Компартии Украины, Днепропетровская область | 22.12.1977      | [ ГС 124 ] |
| 143        | Остапчук Демьян Фёдорович         | 1904 — ????             | Заведующий свинофермой колхоза имени Сталина Крыжопольского района Винницкой области | 26.02.1958      |            |
| 144        | Остапюк Владимир Григорьевич      | 13.10.1925 — 30.01.1993 | Директор Запрудненского завода электровакуумных приборов Министерства электронной промышленности СССР, Московская область                                                                            | 06.03.1986      | [ ГС 125 ] |
| 145        | Осташевский Владимир Степанович   | род. 03.01.1928         | Бригадир колхоза имени Кирова Дубновского района Ровенской области | 23.06.1966      |            |
| 146        | Осташков Юрий Алексеевич          | 10.04.1931 — 24.12.2012 | Капитан среднего рыболовного рефрижераторного траулера «Дуббе» Беломорской базы гослова Министерства рыбного хозяйства СССР, Карельская АССР                                                         | 26.04.1971      | [ ГС 126 ] |
| 147        | Острев Пенчо Георгиевич           | 13.10.1903 — 13.03.1976 | Звеньевой колхоза имени Димитрова гор. Мукачево Закарпатской области | 28.02.1949      | [ ГС 127 ] |
| 147.000002 | Острецова Нина Васильевна         | 1918 — ????             | Звеньевая колхоза имени Будённого Лабинского района Краснодарского края | 06.05.1948      | [ ГС 128 ] |
| 148        | Острицкая Анна Ивановна           | 1919—1969               | Старший стерилизатор Тираспольского консервного завода имени 1 Мая, Молдавская ССР | 07.03.1960      |            |
| 149        | Островерхова Евдокия Фёдоровна    | 13.08.1925 — 21.07.2017 | Звеньевая колхоза имени Шевченко Купянского района Харьковской области | 16.02.1948      | [ ГС 129 ] |
| 150        | Островская Александра Петровна    | 1911—1969               | Доярка колхоза имени XVII партконференции Винницкого района Винницкой области | 26.02.1958      | [ ГС 130 ] |
| 151        | Островская Велта Николаевна       | 1927—2012               | Ткачиха производственного объединения «Латвияс лини» Министерства лёгкой промышленности Латвийской ССР, гор. Елгава                                                                                  | 05.04.1971      | [ ГС 131 ] |
| 152        | Острожна Елизавета Николаевна     | род. 1937               | Доярка колхоза имени Красной Армии Марьинского района Донецкой области | 10.02.1975      | [ ГС 132 ] |
| 153        | Остроухова Антонина Владимировна  | 09.08.1931 — 14.01.2019 | Заведующая цехом птицеводческого совхоза «Охочевский» Щигровского района Курской области | 22.03.1966      | [ ГС 133 ] |
| 154        | Оськин Василий Сергеевич          | 15.10.1923 — 03.08.2016 | Старший плавильщик комбината «Печенганикель» Министерства цветной металлургии СССР, Мурманская область                                                                                               | 20.05.1966      | [ ГС 134 ] |
| 155        | Осьмак Татьяна Яковлевна          | 18.08.1927 — 31.07.1991 | Доярка колхоза «Верный путь» Алексеевского района Белгородской области | 22.03.1966      | [ ГС 135 ] |
| 156        | Осьмушко Любовь Петровна          | род. 1927               | Звеньевая колхоза имени Кирова Литинского района Винницкой области | 28.08.1952      | [ ГС 136 ] |
| 157        | Отверченко Никита Кондратьевич    | 1909 — 01.1986          | Бригадир колхоза «Родина» Пугачёвского района Саратовской области | 23.06.1966      | [ ГС 137 ] |
| 158        | Отвиновский Станислав Антонович   | род. 20.10.1942         | Бригадир комплексно-механизированной бригады механизированной колонны № 147 треста «Бамстроймеханизация» Министерства транспортного строительства СССР, Амурская область                             | 10.08.1990      | [ ГС 138 ] |
| 159        | Отиашвили Мерико Хасановна        | 1931—2009               | Колхозница колхоза имени Ленина Хуцубанского сельсовета Кобулетского района Аджарской АССР | 29.08.1949      | [ ГС 139 ] |
| 160        | Отрадных Михаил Александрович     | род. 18.11.1935         | Бригадир электромонтёров-линейщиков Алма-Атинской механизированной колонны треста «Казэлектросетьстрой» Министерства энергетики и электрификации Казахской ССР                                       | 31.03.1981      | [ ГС 140 ] |
| 161        | Отсман Эльмина Петровна           | 14.11.1924 — 17.03.2012 | Комбайнёр Вильяндиской МТС Эстонской ССР | 01.03.1958      | [ ГС 141 ] |
| 162        | Оу Винидикт Васильевич            | 1919—1982               | Звеньевой колхоза имени Кирова Чимишлийского района Молдавской ССР | 30.04.1966      | [ ГС 142 ] |
| 163        | Охалина Анна Николаевна           | 23.12.1910 — 25.04.1969 | Звеньевая семеноводческого колхоза «Льновод» Маслянинского района Новосибирской области | 20.03.1949      | [ ГС 143 ] |
| 164        | Охапкин Сергей Осипович           | 02.10.1910 — 05.03.1980 | Заместитель главного конструктора по разработке ракеты-носителя, ОКБ-1 Государственного Комитета Совета Министров СССР по оборонной технике, гор. Калининград Московской области                     | 21.12.1957      | [ ГС 144 ] |
| 165        | Охонский Александр Иванович       | 16.06.1922 — 10.02.1997 | Начальник Ульяновской школы высшей лётной подготовки гражданской авиации, гор. Ульяновск | 09.02.1973      | [ ГС 145 ] |
| 166        | Охотная Антонина Петровна         | 1917 — ????             | Звеньевая свиноводческого совхоза № 2 Министерства совхозов СССР, Сталинская область | 14.05.1949      |            |
| 167        | Охотников Афанасий Герасимович    | 31.01.1914 — 02.11.1991 | Тракторист Прокопьевской МТС Кемеровской области | 25.02.1949      | [ ГС 146 ] |
| 168        | Охотников Виктор Васильевич       | 15.09.1927 — 31.08.2011 | Первый секретарь Русско-Полянского райкома КПСС, Омская область | 13.12.1972      | [ ГС 147 ] |
| 169        | Охоцимский Дмитрий Евгеньевич     | 26.02.1921 — 18.12.2005 | Заведующий отделом Института прикладной математики Академии наук СССР, член-корреспондент АН СССР, гор. Москва                                                                                       | 17.06.1961      | [ ГС 148 ] |
| 170        | Охремчик Аркадий Васильевич       | 03.03.1907 — 30.08.1981 | Начальник Куйбышевской железной дороги, Куйбышевская область | 01.08.1959      | [ ГС 149 ] |
| 171        | Охрименко Екатерина Иосифовна     | 1909 — ????             | Звеньевая колхоза имени Ленина Зачепиловского района Харьковской области | 28.02.1949      |            |
| 172        | Охтомов Павел Андреевич           | 09.01.1923 — 02.05.1984 | Слесарь медико-инструментального завода имени В. И. Ленина, гор. Ворсма Горьковской области | 20.07.1971      | [ ГС 150 ] |
| 172.000003 | Очередна Мария Артёмовна          | род. 10.12.1927         | Звеньевая семеноводческого колхоза «Червоний партизан» Черкасского района Киевской области | 03.07.1950      | [ ГС 151 ] |
| 173        | Очередько Максим Ефимович         | 1909—1976               | Комбайнёр Ново-Григорьевской МТС Генического района Херсонской области | 24.08.1953      | [ ГС 152 ] |
| 174        | Очередько Николай Григорьевич     | род. 1929               | Тракторист совхоза «Хмельницкий» Тимирязевского района Северо-Казахстанской области | 19.04.1967      | [ ГС 153 ] |
| 175        | Очеретнюк Степанида Сафоновна     | 05.06.1901 — 11.08.1990 | Звеньевая колхоза «Праця» Шаргородского района Винницкой области | 16.02.1948      | [ ГС 154 ] |
| 176        | Очиров Борис Дорджиевич           | 02.05.1903 — 11.11.1988 | Старший гуртоправ племзавода «Сухотинский» Приозёрного района Калмыцкой АССР | 22.03.1966      | [ ГС 155 ] |
| 177        | Ошанов Султан                     | 1898 — ????             | Старший табунщик колхоза «Кусем» Урдинского района Западно-Казахстанской области | 23.07.1948      | [ ГС 156 ] |
| 178        | Ошац Николай Александрович        | 1901 — 26.04.1978       | Старший машинист локомотивного депо Москва-Пассажирская Октябрьской железной дороги, гор. Москва | 01.08.1959      | [ ГС 157 ] |
| 179        | Оширов Анисим Николаевич          | 1926 — 05.08.1993       | Электрослесарь Улан-Удэнского паровозо-вагонного завода Министерства путей сообщения СССР, Бурятская АССР                                                                                            | 01.08.1959      | [ ГС 158 ] |
| 180        | Ошмарина Таисия Афанасьевна       | 20.01.1927 — 02.12.1992 | Помощник мастера Канского хлопчатобумажного комбината Министерства лёгкой промышленности РСФСР, Красноярский край                                                                                    | 09.06.1966      | [ ГС 159 ] |
| 181        | Ошхерели Элгуджа Иванович         | род. 1932               | Шофёр Кутаисского грузового автотранспортного предприятия № 4 Министерства автомобильного транспорта Грузинской ССР                                                                                  | 23.01.1974      | [ ГС 160 ] |
| 182        | Ояперь Ольга Видриковна           | 04.03.1917 — 08.10.2000 | Телятница колхоза «Красная звезда» Кыштовского района Новосибирской области | 08.04.1971      | [ ГС 161 ] |
| 183        | Оясаар Надежда                    | 21.10.1929 — 27.04.2007 | Штамповщица завода «Вольта» Эстонского совнархоза, гор. Таллин | 07.03.1960      | [ ГС 162 ] |

| Навигационная таблица | Навигационная таблица |
| --------------------- | --------------------- |
| «О»                   | Оад — Омылаенко       |
| «О»                   | Оналдинов — Оясаар    |